# جاك دافي (ممثل)
جاك دافي (بالإنجليزية: Jack Duffy)‏ مواليد 4 سبتمبر 1882 في بوتكيت، الولايات المتحدة - الوفاة 23 يوليو 1939 في هوليوود، كاليفورنيا، الولايات المتحدة، هو ممثل أمريكي بدأ مسيرته الفنية سنة 1916. ظهر في قرابة 85 فيلما.

## الأعمال
- حياة كلب
- جيران
- ضيافتنا

## روابط خارجية
- جاك دافي على موقع IMDb (الإنجليزية)
- جاك دافي على موقع أول موفي (الإنجليزية)
- جاك دافي على موقع قاعدة بيانات الأفلام السويدية (السويدية)
- جاك دافي على موقع قاعدة بيانات الفيلم (الإنجليزية)
- جاك دافي على موقع كينوبويسك (الروسية)